# Kékfejű denevérpapagáj
A kékfejű denevérpapagáj (Loriculus galgulus) a madarak osztályának papagájalakúak (Psittaciformes) rendjébe és a szakállaspapagáj-félék (Psittaculidae) családjába tartozó faj.

## Előfordulása
Brunei, Indonézia, Malajzia, Szingapúr és Thaiföld lombhullató erdőinek lombkoronájában él.

## Megjelenése
Hossza 13 centiméter, testtömege 20 gramm. Színe általában fűzöld, feje tetején kerek sötét ultramarinkék folt van. A torkán levő hosszúkás, kerekded keresztfolt, a farkcsík és a felső farkfedők tüzes bíborpirosak. A farcsík pirossága felett keskeny élénksárga keresztsávja van; ugyanilyen színű az alsó comboldaltollak szegélyezése is. Evezőinek belső zászlaja fekete, alulról, a farktollakhoz hasonlóan tengerszínkékek; az alsó szárnyfedők zöldek. Szeme sötétbarna, csőre fekete, viaszhártyája világosszürke, lába szürkéssárga.

## Életmódja
Csapatosan a fák tetején keresgéli táplálékát, gyümölcsöket, bogyókat, nektárt és pollent. Éjszaka denevér módjára fejjel lefelé alszik, valószínűleg így könnyebben elkerüli a ragadozókat. A Loriculus nem innen kapta a denevérpapagáj nevet.

## Szaporodása
Fűvel bélelt faodvakban fészkel. Fészekalja 3-4 tojásból áll, melyen 16-18 napig kotlik.
|  |